# Jeffersonia diphylla
Jeffersonia diphylla là một loài thực vật có hoa trong họ Hoàng mộc. Loài này được (L.) Pers. mô tả khoa học đầu tiên năm 1805.

## Hình ảnh

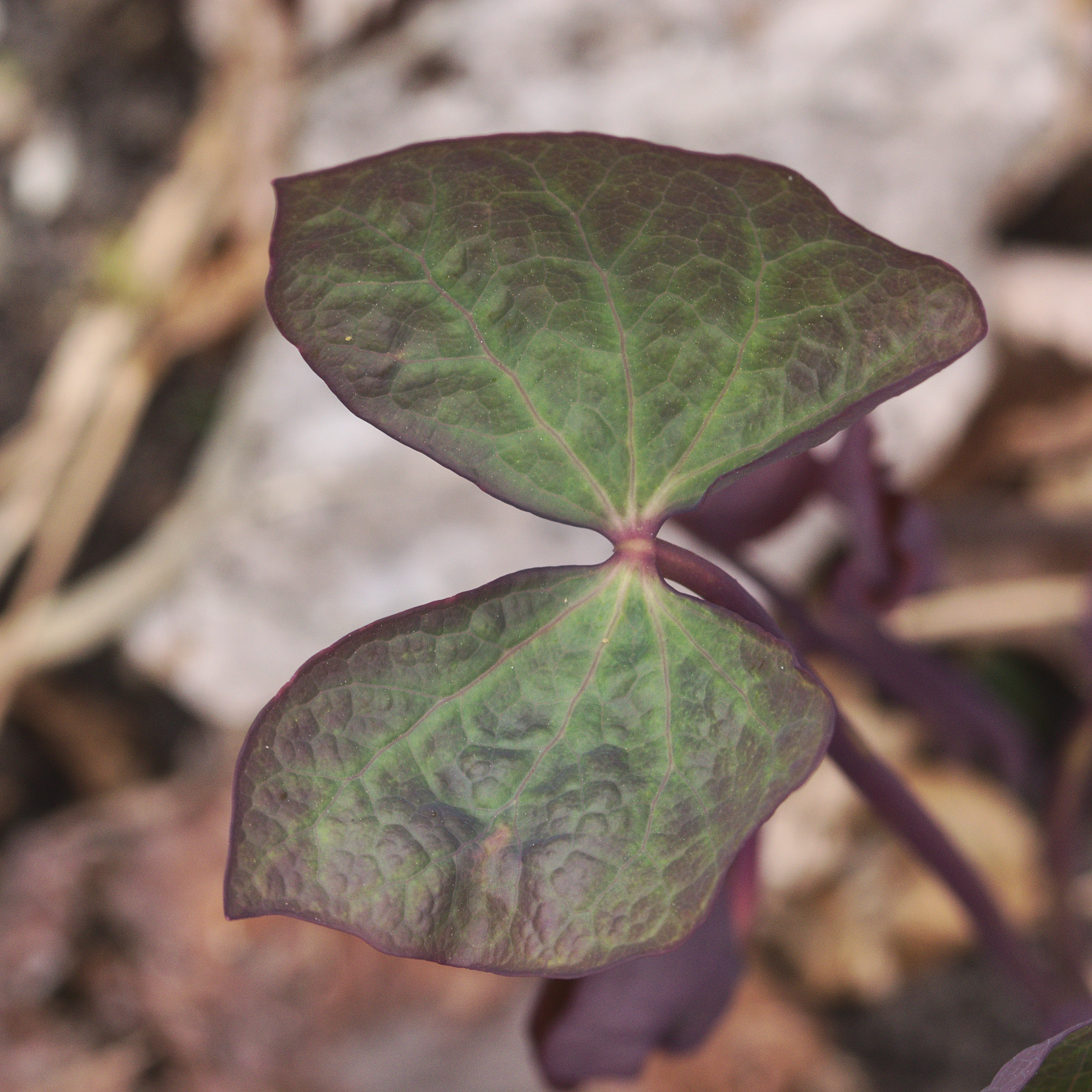
Lá cây bạch dương chưa trưởng thành
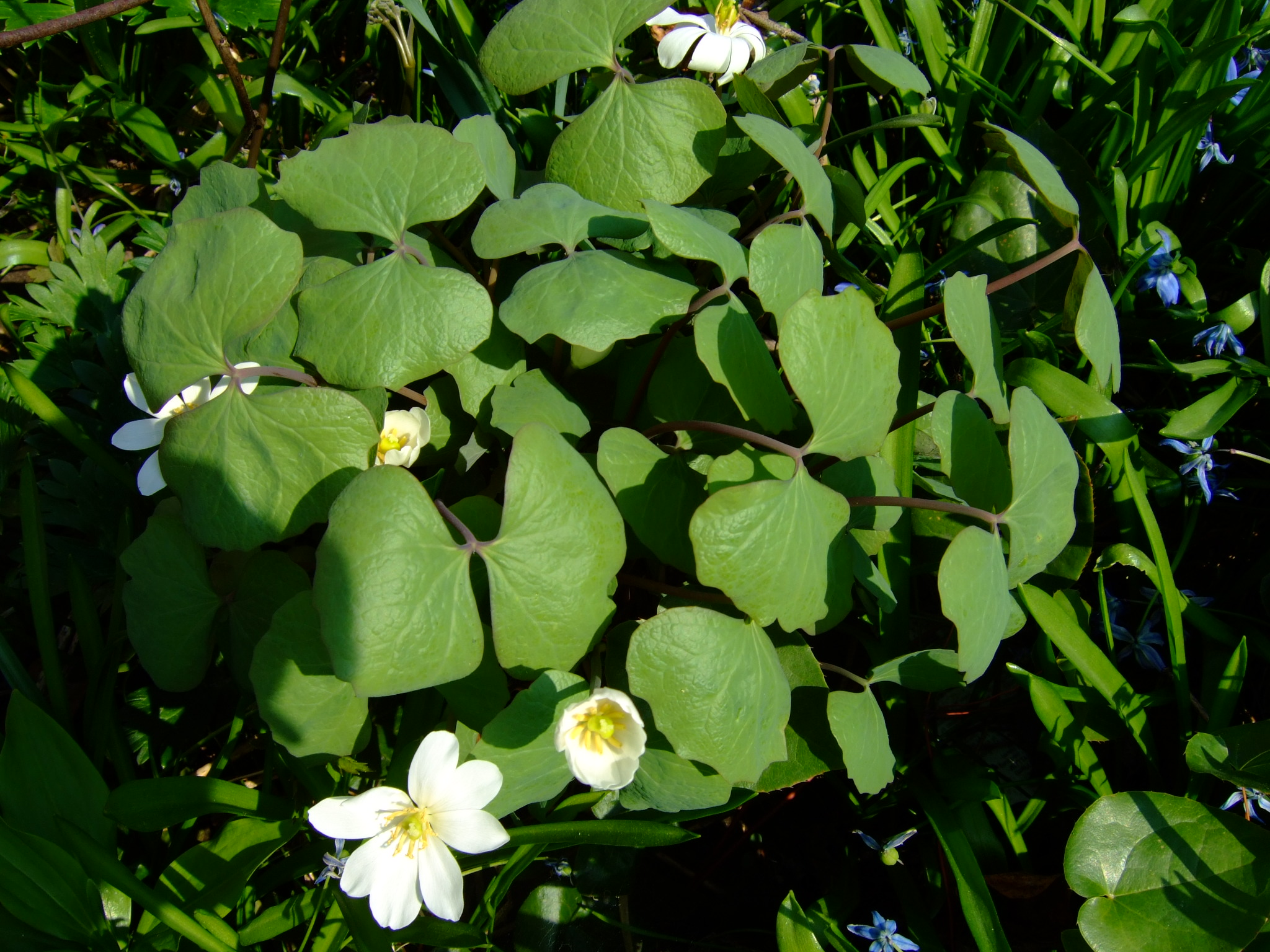
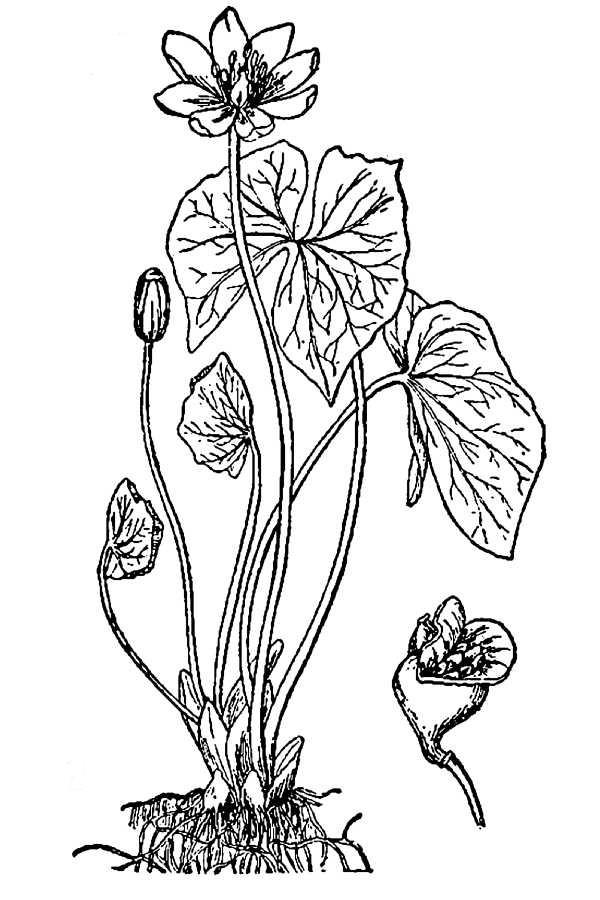
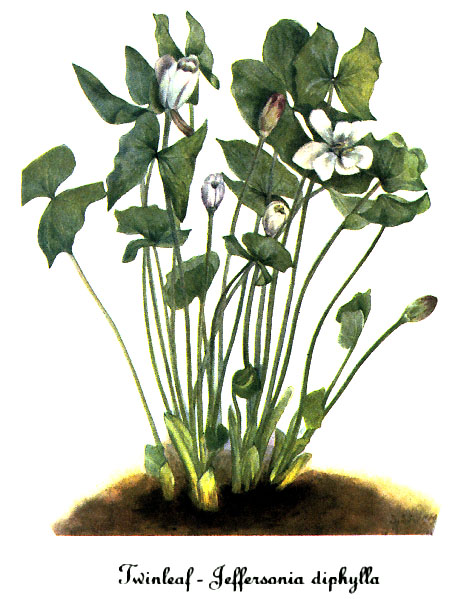
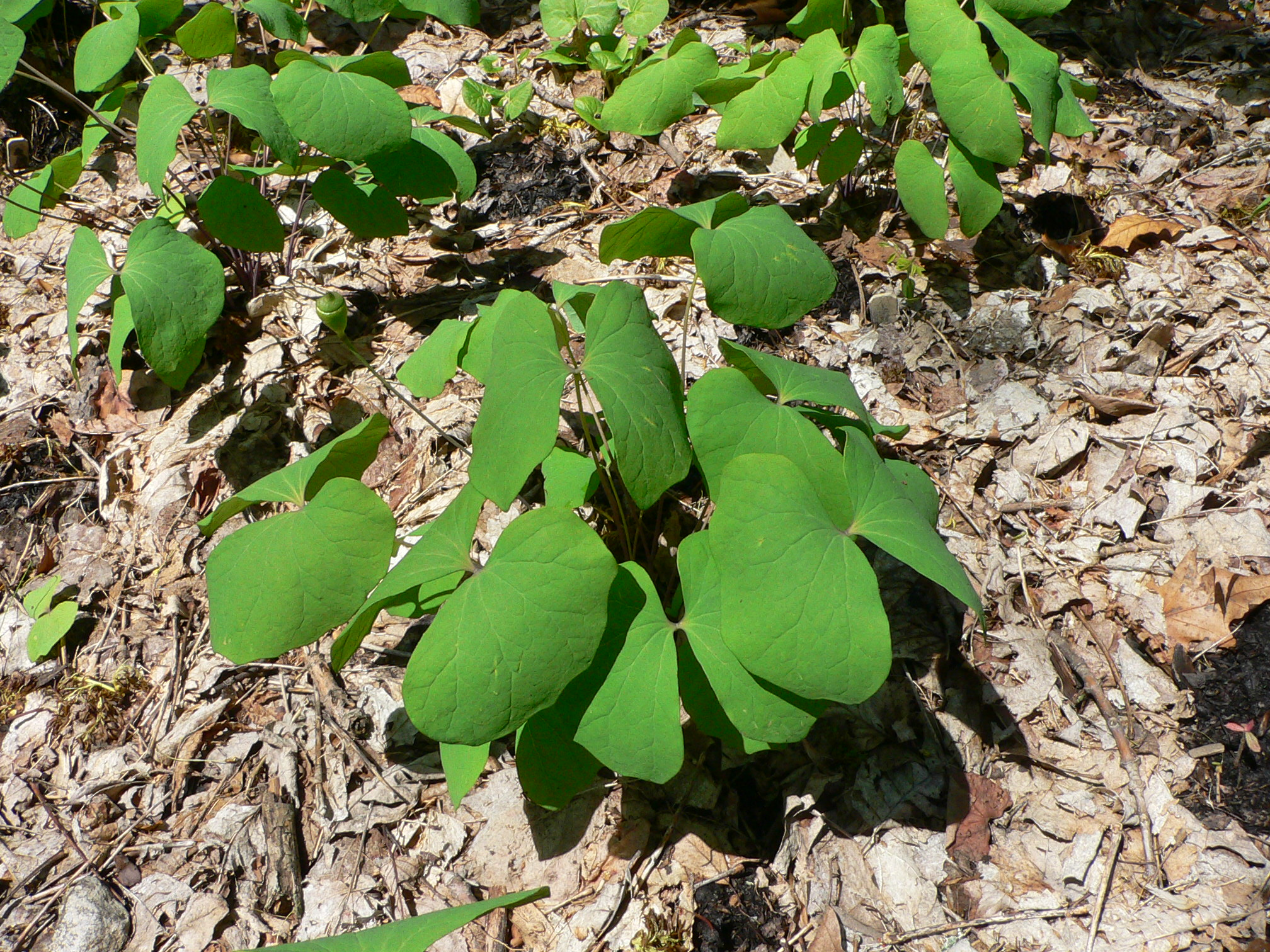